# Corsino Fortes
Corsino António Fortes (Mindelo, 14 de Fevereiro de 1933 - Mindelo, 24 de Julho de 2015) foi um escritor e político cabo-verdiano.

## Biografia
Nascido a 14 de fevereiro de 1933 na zona mais pobre do Mindelo, na ilha de São Vicente, Corsino António Fortes ficou órfão quando ainda andava na escola. Teve de trabalhar, como ferreiro e depois em escritórios por 4$ ao dia.[carece de fontes?]
A poesia tornou-se pública na sua vida, em 1957, quando saíram os seus primeiros poemas no jornal do 3º Ciclo Liceal. cadrastrou-se em Direito, pela Universidade de Lisboa em 1966, onde viveu na Casa dos Estudantes do Império. Já em Angola, como juiz do Tribunal de Benguela e Luanda, não permitiu que os papéis judiciais o afastassem da poesia. E aí, militante do PAIGC (Partido Africano para a Independência da Guiné e Cabo Verde) na clandestinidade, usou a escrita para lutar contra o domínio colonialista. Os seus poemas apareceram nos anos 1960 em algumas publicações como a revista Claridade ou a antologia Modernos Poetas Caboverdianos. Mas só lançou o seu primeiro livro em 1974, Pão & Fonemas, que com Árvore & Tambor Editores em 1986 e Pedras de Sol & Substância (2001) formou A Cabeça Calva de Deus. A trilogia conta a saga do povo para a liberdade.
Integrou vários governos na república de Cabo Verde, tendo sido o primeiro embaixador cabo-verdiano em Portugal, em 1975.
Presidiu à Associação dos Escritores de Cabo Verde (2003-2006). As obras como Pão e Fonema ou Árvore e Tambor expressam uma nova consciência da realidade cabo-verdiana e uma nova leitura da tradição cultural daquele arquipélago.

## Principais trabalhos
- Pão & Fonema (1974)
- Árvore & Tombor (1986)
- Pedras de Sol & Substância (2001)
- Os poemas De boca a barlavento e De boca concêntrica na roda do sol encontram-se no CD Poesia de Cabo Verde e sete poemas de Sebastião da Gama, de Afonso Dias.
- A cabeça calva de Deus (2001) (trilogia — Pão & Fonema, Árvore & Tombor e Pedras de Sol & Substância)